# Ланкастер (округ, Южная Каролина)
Округ Ланкастер (англ. Lancaster County) располагается в штате Южная Каролина, США. Официально образован в 1798 году. Административный центр — город Ланкастер. По состоянию на 2013 год, численность населения составляла 80 458 человека.

## География
По данным Бюро переписи США, общая площадь округа равняется 1437,451 км2, из которых 1421,911 км2 суша и 15,540 км2 или 1,130 % это водоёмы.

## Население
По данным переписи населения 2000 года в округе проживает 61 351 жителей в составе 23 178 домашних хозяйств и 16 850 семей. Плотность населения составляет 43,00 человека на км2. На территории округа насчитывается 24 962 жилых строений, при плотности застройки около 18,00-ти строений на км2. Расовый состав населения: белые — 71,03 %, афроамериканцы — 26,86 %, коренные американцы (индейцы) — 0,22 %, азиаты — 0,27 %, гавайцы — 0,02 %, представители других рас — 0,89 %, представители двух или более рас — 0,71 %. Испаноязычные составляли 0,00 % населения независимо от расы.
В составе 33,40 % из общего числа домашних хозяйств проживают дети в возрасте до 18 лет, 52,60 % домашних хозяйств представляют собой супружеские пары проживающие вместе, 15,50 % домашних хозяйств представляют собой одиноких женщин без супруга, 27,30 % домашних хозяйств не имеют отношения к семьям, 23,70 % домашних хозяйств состоят из одного человека, 9,40 % домашних хозяйств состоят из престарелых (65 лет и старше), проживающих в одиночестве. Средний размер домашнего хозяйства составляет 2,56 человека, и средний размер семьи 3,01 человека.
Возрастной состав округа: 25,40 % моложе 18 лет, 8,60 % от 18 до 24, 30,30 % от 25 до 44, 23,60 % от 45 до 64 и 23,60 % от 65 и старше. Средний возраст жителя округа 36 лет. На каждые 100 женщин приходится 98,20 мужчин. На каждые 100 женщин старше 18 лет приходится 95,40 мужчин.
Средний доход на домохозяйство в округе составлял 34 688 USD, на семью — 40 955 USD. Среднестатистический заработок мужчины был 30 176 USD против 22 238 USD для женщины. Доход на душу населения составлял 16 276 USD. Около 9,70 % семей и 12,80 % общего населения находились ниже черты бедности, в том числе — 16,50 % молодежи (тех, кому ещё не исполнилось 18 лет) и 15,80 % тех, кому было уже больше 65 лет.